# Райнсбергски дворец
Райнсбергският дворец се намира в община Райнсберг, окръг Остпригниц-Рупин, провинция Бранденбург, на около 100 км северозападно от Берлин.
Дворецът на източния бряг на езерото Гринерикзее се счита за отличен пример за т. нар. фридерицианско рококо и е служил като модел за двореца Сансуси.

## История
През Средновековието, където днес се намира замъкът Райнсберг, е имало замък обграден с воден ров. Семейството фон Бредов получава Райнсберг от семейство фон Платен чрез женитба през 1464 година. През 1524 г. Райнсберг попада заедно с цялото графство Рупин в територията на Маркграфство Бранденбург. През 1566 г. семейство фон Бредов построява нов ровен замък в ренесансов стил на мястото на дотогавашния ровен замък, който бил силно уреден в Тридесетгодишната война. През 1618 г. замъкът вече е продаден на Куно фон Лохов.
След измирането на династията фон Лохов, дворецът се онаследява от курфюрст Фридрих Вилхелм, който го дарява на своя генерал Франц дю Хамел. С разрешение на курфюрста, той обаче го продава на Бенджамин Чевеникс де Бевил, който го препродава на пруския крал Фридрих Вилхелм I (син на курфюрст Фридрих Вилхелм) през март 1734 г. за 75 000 талера. Фридрих Вилхелм на свой ред го дарява на престолонаследния си син кронпринц Фридрих, който по-късно става крал Фридрих II, за неговата лоялност. През 1736 г. той и съпругата му, престолонаследницата Елизабет Кристине, се нанасят в южното крило на двореца. През годините до 1740 г. Фридрих възлага разширението на замъка на майсторите-строители Йохан Готфрид Кеметер и Георг Вензеслаус фон Кнобелсдорф, които учил архитектурния занаят от Кеметър. Така едноетажната сграда бива допълнена с горен етаж, а източното крило е удължено с 25 метра. Тя представлява първата сграда на фридерицианското рококо. Самият Фридрих винаги е описвал годините си в двореца Райнсберг като „най-щастливите в живота си“. Тук той основава първата масонска ложа в Прусия. Времето му в Райнсберг приключва през 1740 г. с възкачването на трона.
Четири години по-късно той го дарява на по-малкия си брат Хайнрих Пруски, който се нанася там със съпругата си принцеса Вилхелмина фон Хесен-Касел през 1752 г. и живее там до смъртта си. Хомосексуалният принц, който бил любител на изкуството, се заел с разширяването и разкрасяването на двореца и прилежащия към него парк. През 1786 г. Георг Фридрих фон Буман и Карл Готхард Лангханс завършват двореца според първоначалните планове. Лангханс вече бил в Райнсберг в продължение на няколко седмици през 1766 г. и е направил скици за принц Хайнрих, като например на стълбището и залата с миди, които са изпълнени през следващите години от неговия строителен интендант Карл Вилхелм Хенерт.
Буман построява двата павилиона около двореца през 1785 – 86 г., които вероятно още Лангханс е скицирал. Обелискът в Рейнсберг, издигнат в началото на 1790-те години на отсрещния бряг на езерото по зрителна ос към двореца, е предназначен да почете паметта на брат му Август Вилхелм Пруски, който е изпаднал в немилост пред крал Фридрих II, както и паметта на много офицери, близки на Хайнрих, които в някои случаи също са недооценени от краля въпреки постиженията им в Силезийските войни. Хайнрих разпорежда строежа на гробницата си в дворцовата градина под формата на пирамида, в която е погребан след смъртта си през 1802 г. Надписът на френски език над входа на гробницата е написал самият Хайнрих.
Замъкът достига литературна слава чрез писателят Теодор Фонтане и неговия пътепис „Походи из Марк Бранденбург“ и разказа „Райнсберг: Илюстрирана книга за влюбени“ от Курт Тухолски.
След смъртта на бездетния принц Хайнрих през 1802 г., замъкът и имението се онаследяват от по-малкия му брат Август Фердинанд Пруски и след това от неговия син Август Пруски (1779 – 1843). Тъй като той имал само извънбрачни деца, имотът се върнал в ръцете на пруските крале, които обаче рядко го ползвали. До отчуждаването през 1945 г. дворецът и имението са принадлежали на кралския дом Хохенцолерн, последно на престолонаследния кронпринц Вилхелм Пруски (1882 – 1951). В Германската демократична република в замъка се помещава клиника за диабетици. Днес дворецът със своите градини принадлежи на държавната „Фондация Пруски дворци и градини Берлин-Бранденбург“.
След трудни и обширни реставрации, замъкът днес може да бъде посетен отново като музей. В него се помещава и „Литературният музей – Курт Тухолски“. Музикалната академия Райнсберг, която управлява дворцовия театър, се помещава в бившия кавалериен дом от 1991 г. насам. От 1991 г. се провежда международният оперен фестивал Камерна опера дворец Райнсберг в дворцовия театър (кавалерийния дом), вътрешния двор на двореца и в летния открит театър.
- Дворец Райнсберг
- Страната по суша
- Изглед от страна на езерото към замъка и театъра
- Дворец Райнсберг, от страната на езерото

- Рейнсбергският обелиск
- Дворец Райнсберг, южна кула на замъка